# Плёсо (Фалёнский район)
Плёсо — деревня в Фалёнском районе Кировской области. 

## География
Находится на расстоянии примерно 6 километров по прямой на северо-запад от районного центра поселка Фалёнки недалеко от левого берега реки Чепца.

## История
Упоминается с 1678 года как Починок за Чепцею рекою на Долгом Плесе, была вотчиной Верхочепецкого Крестовоздвиженского монастыря. Деревня в середине XIX века, согласно легенде, стояла на берегу Чепцы. Позднее деревня была отстроена около ручья Черноземка, где находится ныне. В 1702 году учтен 1 двор и 16 душ мужского пола, в 1764 году 50 жителей. В 1873 году отмечено дворов 10 и жителей 108, в 1905 29 и 193 в 1926 43 и 242, в 1950 40 и 155, в 1989 80 жителей. До 2020 года входила в Левановское сельское поселение Фалёнского района, ныне непосредственно в составе Фалёнского района.

## Население
Постоянное население  составляло 70 человек (русские 71%, удмурты 29%) в 2002 году, 51 в 2010.